# Марк Велш
Марк Ентоні Велш III (англ. Mark Anthony Welsh III; нар. 26 січня 1953, Сан-Антоніо, Техас) — американський воєначальник, генерал Повітряних сил США (2010), 20-й начальник штабу Повітряних сил США (2012-2016). Учасник війни в Перській затоці.

## Біографія
Військова кар'єра
- 2 червня 1976 — другий лейтенант
- 2 червня 1978 — перший лейтенант
- 2 червня 1980 — капітан
- 1 травня 1985 — майор
- 1 червня 1989 — підполковник
- 1 лютого 1994 — полковник
- 1 серпня 2000 — бригадний генерал
- 1 серпня 2003 — генерал-майор
- 9 грудня 2008 — генерал-лейтенант
- 13 грудня 2010 — генерал

Марк Ентоні Велш III народився 26 січня 1953 у техаському місті Сан-Антоніо. В 1976 здобув військову освіту в Академії Повітряних сил, офіцерську службу розпочав на військово-повітряній базі Вільямс в Аризоні пілотом T-37. З 1976 до 1988 на різних посадах в авіаційних формуваннях Повітряних сил на авіабазах Девіс-Монтен (Аризона), Голломан (Нью-Мексико, Вудбрідж (Англія). У 1988 році після завершення навчання у Командно-штабному коледжі армії США у Форті-Лівенворт у Канзасі, пройшов перепідготовку на пілота F-16. З 1988 по 1995 на штабних посадах, у червні 1995 призначений командиром 347-ї оперативної авіаційної групи (авіабаза Муді, Джорджія). З квітня 1997 по червень 1998 полковник Велш командир 8-го винищувального авіакрила на базі Кунсан у Південній Кореї.
Після завершення командування на керівних посадах в авіаційному коледжі та тренувальному центрі Академії Повітряних сил у Колорадо-Спрінгз, штат Колорадо. З вересня 2001 по серпень 2003 директор планування та програм штабу Командування Повітряних сил США у Європі на авіабазі Рамштайн у Німеччині. Після цього на різних штабних посадах у головних командуваннях Повітряних силах, перший помічник директора ЦРУ з військової справи.
З грудня 2010 року командувач Повітряних сил США в Європі та Африці й одночасно командувач Об'єднаного командування ВПС НАТО.
10 серпня 2012 року генерал Велш призначений начальником штабу Повітряних сил.